# Рудолф II фон Бюнау
Рудолф II фон Бюнау (на немски: Rudolph II von Bünau; * 27 юли 1711; † 8 февруари 1772) от стария благорднически род „фон Бюнау“ е имперски граф на Бюнау в Саксония, камерхер в Кралство Полша и Курфюрство Саксония, асесор в главния съд в Лайпциг, домхер в Мерзебург и собственик на рицарските имения Зойслиц, Радевиц и Ленитцш. Той основава графската линия „цу Зойслиц (Зойзелиц)“.
Той е вторият син на имперски граф Хайнрих I фон Бюнау (1665 – 1745) и съпругата му Юлиана Доротея фон Гайзмар (1676 – 1745), дъщеря на Ханс Дитрих фон Гайзмар (1649 – 1702) и Елизабет Юлиана фон Вангенхайм. Баща му е от 1742 г. имперски граф на Бюнау, господар на Зойслиц (Зойзелиц), херцогски вайсенфелски канцлер, по-късно таен съветник и канцлер на Курфюрство Саксония. Внук е на Рудолф I фон Бюнау (1613 – 1673). Леля му Кистина Вилхелмина фон Бюнау (1666 – 1707) е от 1692 г. съпруга на херцог Йохан Адолф I фон Саксония-Вайсенфелс (1649 – 1697).
Баща му Хайнрих I фон Бюнау купува през 1722 г. дворец Зойслиц. На 24 март 1742 г. баща му и големият му син Хайнрих фрайхер фон Бюнау са издигнати на имперски графове от император Карл VII.
По-големият му брат имперски граф Хайнрих фон Бюнау (1697 – 1762) е историк, министър на херцогство Саксония-Ваймар, основател на графската линия „цу Дален (в Саксония)“.
Според фамилен закон от 12 век всички мъжки потомци трябва да се наричат с малките имена „Гюнтер, Хайнрих или Рудолф“.
След следването си Рудолф фон Бюнау започва държавна служба в Курфюрство Саксония и става асесор в главния дворцов съд в Лайпциг, титулар-камерхер в Дрезденския двор и домхер в катедралата в Мерзебург.

## Фамилия
Рудолф фон Бюнау се жени за София Вилхелмина Доротея фон Маршал (* 1723; † 8 март 1748). Бракът е бездетен.
Рудолф фон Бюнау се жени втори път на 10 април 1749 г. за Агнес Елизабет фон Холцендорф (* 27 септември 1726; † 21 юли 1795). Те имат децата:
- Елизабет Юлия фон Бюнау (* 15 декември 1750), омъжена на 29 октомври 1776 г. за фрайхер Густав Леополд фон Бойзт (* 23 юли 1741; † 1807)
- Ердмута Хенриета фон Бюнау (* 6 май 1757, Зойзелиц; † 23 май 1825, Карлсбад), омъжена на 6 март 1783 г. в Дрезден за имперски граф Хайнрих Мориц фон дер Шуленбург-Хеслер (* 22 ноември 1739, Бургшайдунген; † 29 ноември 1808, Витценбург в Кверфурт)
- Гюнтер фон Бюнау († 1827), женен 1796 г. с Фридерика Вилхелмина фон Опел († 1845)